# Companhia Paulista de Trens Metropolitanos

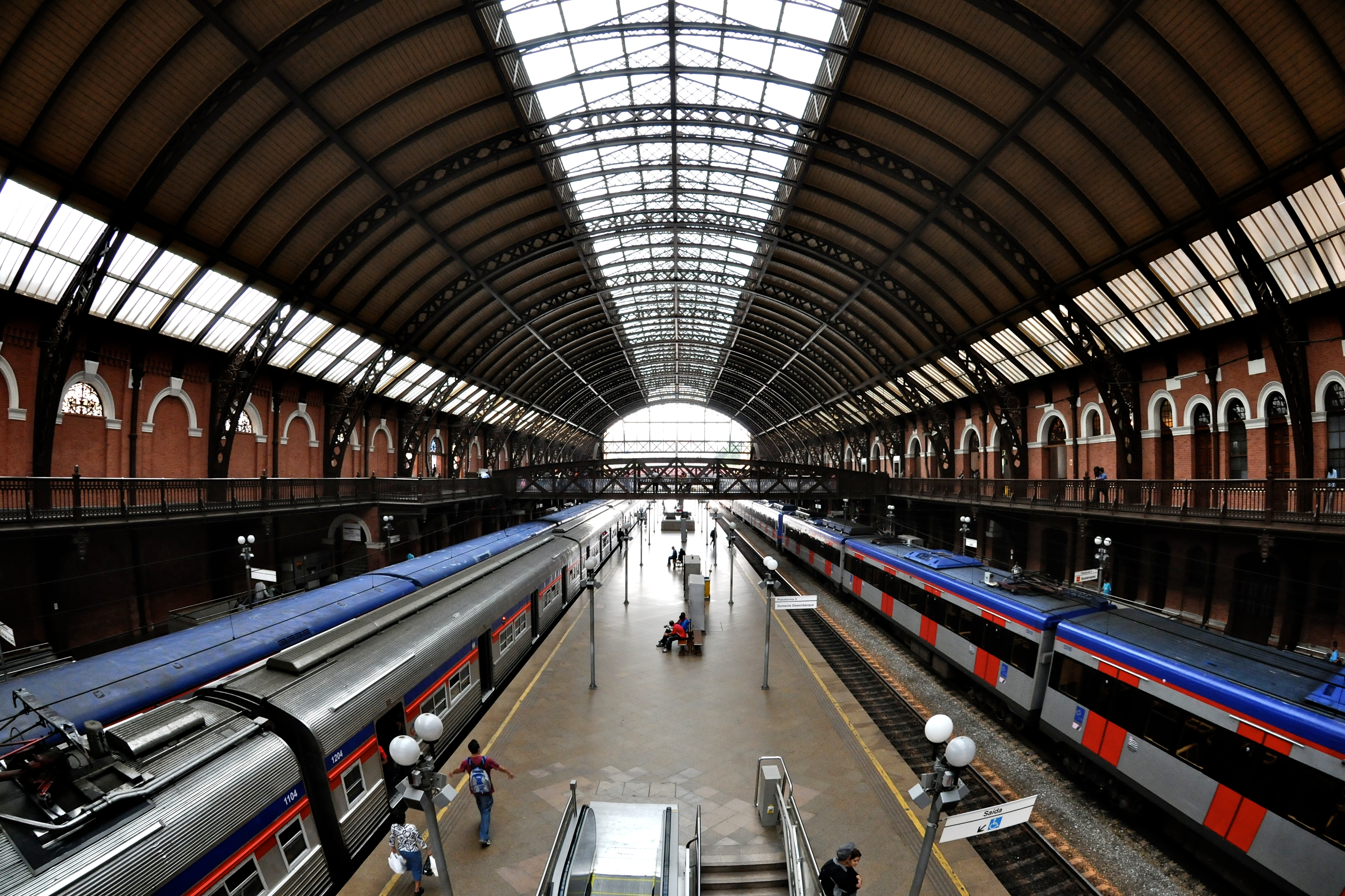
Bahnhof Luz der CPTM

Die Companhia Paulista de Trens Metropolitanos (CPTM) ist ein 1992 gegründete Gesellschaft zum Betrieb der Vorortbahnen in der Metropolregion São Paulo, die der Secretaria de Estado dos Transportes Metropolitanos (deutsch Staatssekretariat für Großstadtverkehr) untersteht. Sie betreibt sieben Vorortbahn-Linien in und um São Paulo auf 1600 mm Spurweite. Zurzeit befinden sich zwei weitere Linien in Planung. Die CPTM ergänzt das bestehende Netz der Metrô São Paulo und diverser Busse.

## Geschichte

Streckenkarte der CPTM (2008)

Die Geschichte der Eisenbahn im Bundesstaat São Paulo geht auf das Jahr 1867 zurück, in dem die erste Bahnverbindung, die Strecke Santos–São Paulo–Jundiaí durch die Bahngesellschaft São Paulo Railway (SPR) in der damaligen Provinz São Paulo des Kaiserreichs Brasilien hergestellt wurde. Diese Strecke durchquerte die Hochebene von São Paulo und führt dann durch das Küstengebirge hinunter in den Hafen von Santos.
Im Jahr 1957 wurden die Bahngesellschaften und Bahnstrecken in der staatlichen Eisenbahngesellschaft Rede Ferroviária Federal (RFFSA) zusammengeführt.
Die Ferrovia São Paulo e Rio de Janeiro wurde im Jahr 1870 fertiggestellt, eine Eisenbahnstrecke, die São Paulo mit den Städten im Flusstal des Paraíba verband und heute Teil der Linha 11 – Coral der CPTM ist. Um 1890 herum wurde diese Strecke der Gesellschaft Estrada de Ferro Central do Brasil (EFCB) zugeteilt und 1926 schuf die EFCB eine Variante, die fortan Poá genannt wurde und heute die  Linha 12 – Safira der CPTM darstellt.
Auf der anderen, der südlichen Seite, bestand die Estrada de Ferro Sorocabana (Sorocaba-Eisenbahnstrecke), die 1875 gebaut wurde, São Paulo mit Sorocaba verband und heute in der CPTM teilweise der Linha 8 – Diamante entspricht.
Die Estrada de Ferro Sorocabana baute 1937 auch Anschlüsse, die die Städte Mairinque und Santos verbanden, mit dem Ziel, eine Alternative zwischen Hochland und Küste zu schaffen, die bis dahin als Monopol bei der SPR lag. Später wurde noch der Anschluss über Jurubatuba nach Santos erstellt, der von dem Bahnhof Imperatriz Leopoldina abging und bis zur Station Evangelista de Souza an der Strecke Mairinque–Santos führte. Diese Streckenführung entspricht heute der Linha 9 - Esmeralda der CPTM.
Alle Schienenstrecken im Bundesstaat São Paulo wurden 1971 verstaatlicht und in der Gesellschaft Ferrovia Paulista SA (FEPASA) zusammengeführt. Die FEPASA ihrerseits gründete die Tochtergesellschaft FEPASA DRM, die für die Verwaltung der Vorortpassierstrecken verantwortlich war. In den 1970er Jahren wurde für diesen Bereich die Gesellschaft Empresa Brasileira de Transporte Urbano (EBTU) verantwortlich und ging 1984 in die Companhia Brasileira de Trens Urbanos (CBTU) auf, die dann 1992 in CPTM umbenannt wurde.

Die Güterverkehrsstrecken der FEPASA wurden ab 1996 durch die Rede Ferroviária Federal (RFFSA) privatisiert, indem die einzelnen Streckenbereiche für die Konzession versteigert wurden und später auch die RFFSA aufgelöst wurde.
Heute wird die CPTM von ca. 1,9 Millionen Passagieren regelmäßig benutzt. Der schlechte Zustand des Schienennetzes veranlasste die Regierung des Bundesstaates dazu, eine Modernisierung durchzuführen, die zwischen 1995 und 2004 ca. 1½ Milliarden US-Dollar gekostet hat. Um eine Vereinheitlichung der Transportmittel des Bundesstaates vorzunehmen, wurde die CPTM 2008 der Metrô de São Paulo unterstellt.
Management, Betrieb und Wartung der Linien 8 und 9 gingen Ende Januar 2022 für die Dauer von 30 Jahren auf das Privatunternehmen ViaMobilidade über, das im April 2021 die entsprechende Konzession ersteigert hatte.
Am 29. Februar 2024 erhielt das Konsortium TicTren, das aus der Grupo Comporte und dem chinesischen Eisenbahnhersteller CRRC besteht, die Konzession für den Betrieb der Linie 7, nachdem sie das einzige Angebot abgegeben hatten. TicTren wird voraussichtlich Ende 2025 oder im Jahr 2026 die Übernahme der Linie 7 abschließen.
Das Konzessionsverfahren der Linien 11, 12 und 13 wurde am 28. März 2025 abgeschlossen und die Grupo Comporte erhielt den Zuschlag. Der Übergangsprozess der CPTM-Linien an die Grupo Comporte soll zwei Jahre dauern.

## Linien
Die Nummerierung der Linien beginnt bei sieben, da die Nummern eins bis sechs der Metrô São Paulo zugeordnet sind.
| Linien | Endstationen                             | Länge (km) | Anzahl der Stationen |
| ------ | ---------------------------------------- | ---------- | -------------------- |
| 7      | Luz ↔ Jundiaí                            | 60,5       | 17                   |
| 8      | Júlio Prestes ↔ Amador Bueno             | 41,7       | 24                   |
| 9      | Osasco ↔ Varginha                        | 35,9       | 20                   |
| 10     | Luz ↔ Rio Grande da Serra                | 37,2       | 14                   |
| 11     | Luz ↔ Estudantes                         | 50,8       | 16                   |
| 12     | Brás ↔ Calmon Viana                      | 38,8       | 13                   |
| 13     | Engenheiro Goulart ↔ Aeroporto-Guarulhos | 12,2       | 3                    |

## Technik
Im Juni 2025 beauftragte ViaMobilidade zur Verbesserung des Einsatzes ihrer Fahrzeugflotte auf den Linien 8 und 9 Alstom mit der Lieferung des Zugsicherungssystemes ETCS Level 2.